# Czadca

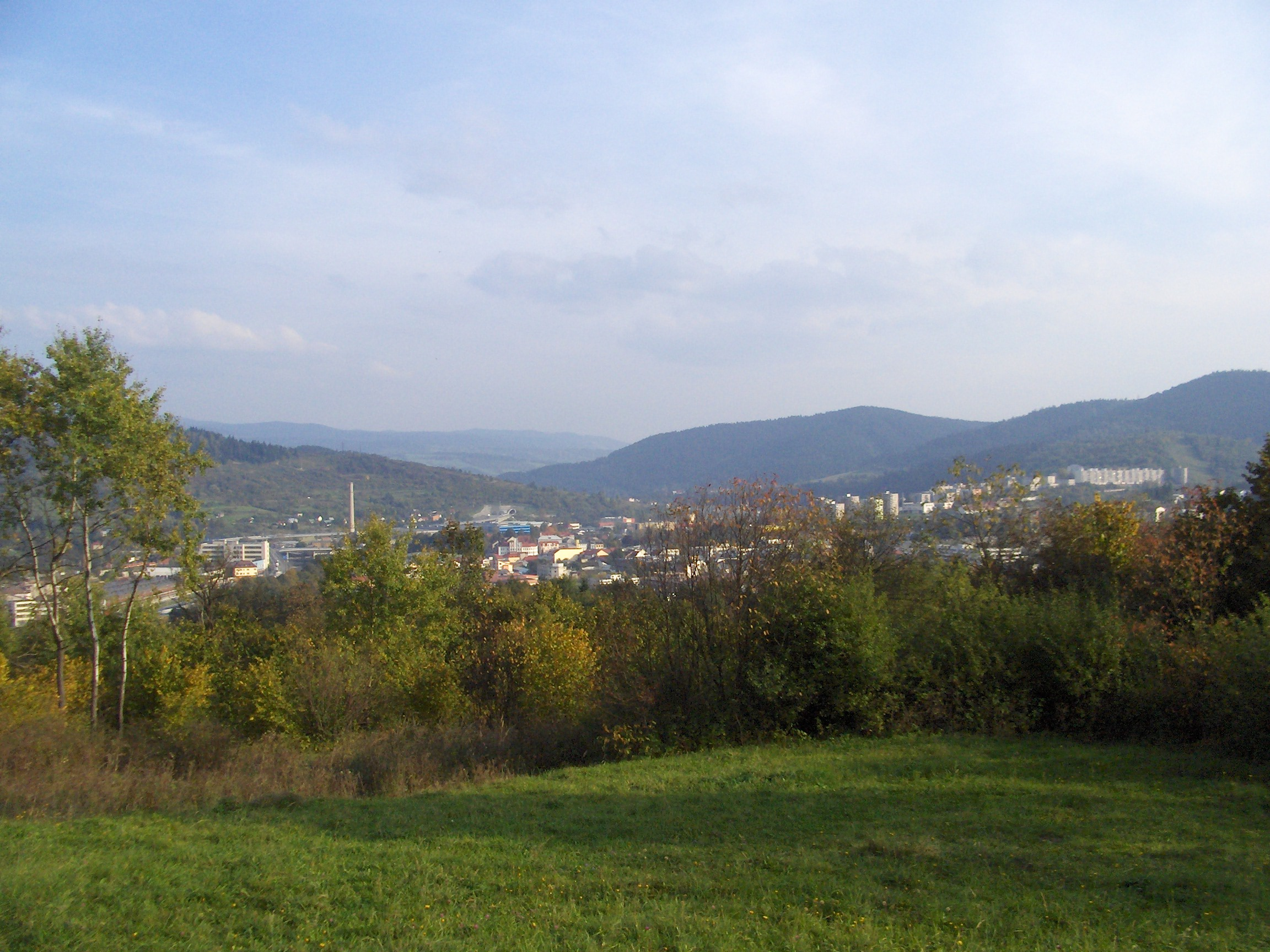
Czadca

Czadca (dawniej: Czaca; słow. Čadca, do 1927 także: Čaca; niem. Tschadsa; węg. Csaca, Csáca) – miasto powiatowe w północnej Słowacji, w kraju żylińskim, w historycznym regionie Kysuce.
Czadca leży na wysokości około 420 m n.p.m. u ujścia potoku Čierňanka (Czernianka) do Kisucy, w dolinie tej rzeki, w niewielkiej kotlinie śródgórskiej między Jawornikami, Kysuckimi Beskidami a południowo-zachodnim skrajem Międzygórza Jabłonkowsko-Koniakowskiego. W 2022 roku liczba mieszkańców miasta wynosiła 22 730, powierzchnia miasta – 56,8 km².

## Dzielnice
- Čadca (centrum),
- Horelica,
- u Hluška,
- Podzávoz,
- Čadečka,
- Milošová,
- Vojty,
- Rieka,
- u Sihelníka,
- Drahošanka.

## Komunikacja
Przez Czadcę przebiega słowacka droga krajowa nr 11 (międzynarodowa trasa E75) z dawnego przejścia granicznego Svrčinovec – Mosty u Jablunkova na granicy słowacko-czeskiej do Żyliny. Przez Czadcę przebiega autostrada D3 (od przejścia granicznego Skalité-Zwardoń/Myto na granicy z Polską do Żyliny), która pokonuje centrum miasta systemem estakad. Czadca jest ważnym węzłem kolejowym – od głównej linii Żylina – Cieszyn (historyczna Kolej Koszycko-Bogumińska) odbijają tu odnogi do Makova i do Żywca (przez dawne przejście graniczne Skalité-Zwardoń). Ta ostatnia jest częścią kolei transwersalnej.

## Historia
Okolice dzisiejszej Czadcy – Górne Kysuce – zostały zasiedlone późno, dopiero w połowie XVI wieku. W tych terenach zatrzymała się zmierzająca wzdłuż grzbietu Karpat na zachód fala tzw. kolonizacji wołoskiej – osadnictwa wołoskiej ludności pasterskiej. Została zasiedlona przez osadników z okolicy i ze Śląska. Pierwsze osiedla były sezonowe, stanowiły je skupiska szałasów pasterskich. Pierwsza pisemna wzmianka o osadzie Tzaczka pochodzi z 1565. Kolejna wzmianka, z 1572, mówi o Czadcy już jako o wsi.
Przed zasiedleniem okolice dzisiejszej Czadcy należały do dominium zamku Streczno. M. in. w urbarzu streczniańskiego „państwa” feudalnego pod rokiem 1662 wspominany jest browar w Czadcy. Powstała osada znalazła się jednak pod władzą panów zamku Budatín. Po zasiedleniu tereny te okazały się sporne między tymi dwoma dominiami. Co więcej, doszło do sporu o nie między Królestwem Węgier a Księstwem Cieszyńskim. Spór między panami Budziatynia a panami Streczna zakończył się w 1769, gdy streczniański ród Esterházych objął również dominium budziatyńskie. Spór między Węgrami a Cieszynem, należącym już wówczas do Habsburgów, zakończył się na przełomie XVIII i XIX wieku ustaleniem granicy istniejącej do dziś jako granica Słowacji z Czechami i Polską. Wcześniej granicą była Kysuca i potok Oszczadnica, a tereny północnych dzielnic Czadcy należały do Śląska Cieszyńskiego.
Czadca leżała w komitacie Trenczyn, na szlaku handlowym łączącym Węgry ze Śląskiem. Była osadą rzemieślniczo-rolniczą, a jej mieszkańcy zajmowali się w znacznym stopniu obsługą kupców i podróżnych. W XVII wieku rozwój wsi postępował powoli, bowiem przez tereny Kysuc przewalały się walki kolejnych powstań antyhabsburskich. W 1676 r. w Czadcy powstała parafia pod wezwaniem świętego Bartłomieja (którego postać później znalazła się w herbie miasta). Prawa miejskie Czadca uzyskała 9 stycznia 1788 r. Liczyła wówczas 2,6 tys. mieszkańców. W mieście działało już wtedy kilka zakładów produkcyjnych, istniało tu również kilka urzędów. Z końcem lat 80. XVIII w. powstał w Czadcy drugi browar. W roku 1789 był nim piwowarem Jozef Matejovič, a w roku następnym Ignác Lipták.
W pierwszym dwudziestoleciu XIX wieku z Czadcy i jej okolic miała miejsce emigracja ludności, wówczas jeszcze głównie polskojęzycznej na tereny rumuńskiej Bukowiny. Na przełomie XIX i XX w. powszechna była emigracja do Stanów Zjednoczonych.
Podczas powstania węgierskiego 1848 r. w Czadcy, obsadzonej przez wojska cesarskie, powstała słowacka rada narodowa, w której skład weszli m.in. Ľudovít Štúr i Jozef Miloslav Hurban. 9 grudnia 1848 r. rada wydała odezwę wzywającą Słowaków do walki z węgierskim uciskiem. W latach 1854–1858 w Čadcy mieszkał i pracował inny słowacki działacz narodowy – Janko Kraľ, a później jeszcze jeden – Janko Palárik. Mimo usilnej madziaryzacji, na przełomie XIX i XX wieku w Czadcy i okolicach powstawały słowackie instytucje kulturalne – amatorski teatr (1898), oddział Macierzy Słowackiej (Matica slovenska). W 1910 r. Czadca liczyła 5,0 tys. mieszkańców, prawie wyłącznie Słowaków.
Około 1866 r. spalił się miejscowy browar. W 1868 r. majątki Esterházych w okolicy Czadcy kupił kupiec Leopold Popper. Od tego czasu do miasta wkroczył kapitalizm – powstały pierwsze nowoczesne zakłady przemysłowe. W 1871 r. przebiegła przez miasto wspominana Kolej Koszycko-Bogumińska, w 1884 r. oddano do użytku połączenie przez Zwardoń z galicyjskim Żywcem, w 1914 – odnogę do Makowa. W 1912 r. w mieście wprowadzono elektryczne oświetlenie. W okresie międzywojennym miasto dotknął głęboki kryzys gospodarczy. Powszechna bieda doprowadziła do zamieszek podczas demonstracji w 1933 r. Mimo tego miasto rozbudowywało się dalej.
Pod koniec 1938 r. Polska anektowała kilka przygranicznych skrawków Słowacji. Jednym z nich był pas terytorium między granicą słowacko-polską i słowacko-czeską a linią kolejową ze Zwardonia do Czadcy i z Czadcy przez Przełęcz Jabłonkowską do Jabłonkowa na Śląsku Cieszyńskim. Nowa granica biegła wzdłuż tych linii kolejowych (linie pozostawały po stronie polskiej). W ten sposób od miasta zostały odcięte położone za tą linią, północne dzielnice. Poprzednia granica została przywrócona we wrześniu 1939 r., po zajęciu Polski przez hitlerowskie Niemcy.
W czasie II wojny światowej 390 żydowskich mieszkańców miasta zostało wywiezionych do obozów koncentracyjnych. Linia kolejowa została całkowicie zniszczona podczas walk o miasto. Armia Czerwona zajęła Czadcę 1 maja 1945. Po wojnie w Czadcy powstały, działające do dziś, zakłady przemysłu włókienniczego, maszynowego („Sigma” – pompy, „AVC” – części samochodowe), lekkiego („Okrasa” – szklane ozdoby choinkowe) i spożywczego. Wielu mieszkańców miasta i okolic pracuje jednak w pobliskich centrach przemysłowych – w Żylinie i w czeskiej aglomeracji ostrawskiej.

## Miasta partnerskie
- Żywiec
- Toruń
- Valašské Meziříčí